# Пудра (фільм)
«Пудра» (англ. Powder) — американський науково-фантастичний драматичний фільм 1995 року від сценариста і режисера Віктора Сальви з Шоном Патріком Фланері в головній ролі. В фільмі також знялись Джефф Голдблюм, Мері Стінберген, Бредфорд Татум і Ленс Генріксен.
Сюжет розгортається навколо Джеремі «Пудри» Ріда, який володіє неймовірно високим інтелектом, а також телепатією та паранормальними здібностями. Зйомки картини проходили в передмістях Х'юстона, Сан-Антоніо та Остіна, Техас.
Фільм був фінансово успішним, але відгуки критиків були неоднозначними, а вихід фільму супроводжувався скандалами, оскільки Сальва раніше був засуджений за сексуальне насильство над дітьми на знімальному майданчику.

## Сюжет
Джеремі «Пудра» Рід — молодий хлопець-альбінос, який має неймовірний інтелект і здатний читати думки людей. Мозок Джеремі має потужний електромагнітний заряд, через що електроприлади можуть функціонувати ненормально, коли він поруч з ними, особливо коли Джеремі відчуває сильні емоції. Електромагнітний заряд також не дає волоссю рости на його тілі.
У матір Джеремі вдарила блискавка, коли вона була ним вагітна; жінка померла незабаром після удару, але Джеремі вижив. Батько відмовився від нього після передчасних пологів, хлопчика виховували дідусь і бабуся. Джеремі жив у підвалі й працював на їхній фермі, ніколи не покидаючи її та вивчаючи все із книжок. Його забирають з дому після смерті дідуся. Джессі Колдвелл, психолог із дитячої служби, відводить його до школи-інтернату оскільки тепер хлопець фактично під опікою держави.
Його зараховують до середньої школи, де Джеремі знайомиться з учителем фізики Дональдом Ріплі. Дональд дізнається, що Джеремі має надприродні здібності, а також найвищий IQ в історії. Хоча це робить його особливим, це також стає причиною цькувань.
Під час полювання з однокласниками Джон Бокс, агресивний учень, який вважає Джеремі виродком, погрожує йому рушницею. Перш ніж Джон встигає вистрілити, здалеку лунає постріл, і всі поспішають туди. Виявляється, Гарлі Дункан, заступник шерифа, застрелив лань. Засмучений смертю тварини, Джеремі торкається до лані та Гарлі одночасно, викликаючи у останнього те, що учні сприйняли як судомний напад. Пізніше Гарлі зізнається, що Джеремі насправді змусив його відчути біль і страх вмираючого оленя. Після пережитого, Гарлі позбувається всієї зброї зі свого дому, шериф Даґ Барнум дозволяє йому залишатися заступником без службового пістолета.
Даґ просить Джеремі допомогти поговорити з його вмираючою дружиною за допомогою телепатії. Через Джеремі шериф дізнається, що його дружина тримається за життя, тому що не хотіла померти без обручки та тому що хоче, щоб чоловік помирився зі своїм сином Стівеном. Вона каже йому, що Стівен знайшов каблучку і що вона весь час лежала в срібній скриньці на її тумбочці. Даґ надягає каблучку на палець своєї дружини і налагоджує стосунки зі Стівеном, дозволяючи дружині спокійно померти.
Джеремі зустрічає Ліндсі Келловей. Між ними виникають романтичні стосунки, але їм стає на заваді батько Ліндсі.
Джеремі повертається до інтернату і пакує свої речі, плануючи втекти на свою ферму. В спортзалі він зупиняється, розглядаючи розкішне волосся, якого йому завжди не вистачало, на голові та тілі учня, що миється. На цьому його застає Джон Бокс і звинувачує в гомосексуальності. Джон краде у Джеремі капелюх і знущається над ним. Джон та інші хлопці принижують Джеремі, роздягаючи його догола та знущаючись над ним. Його надприродні сили починають поступово проявлятися. Зрештою спалахує великий сферичний електромагнітний імпульс, який відкидає Джеремі в калюжу бруду, а всіх інших — на землю. Джон лежить нерухомий, його серце не б'ється. Джеремі за допомогою електрошоку повертає його до життя.
Джеремі повертається на ферму, де він виріс і бачить, що все майно було вилучено. Джессі, Дональд і Даґ намагаються переконати Джеремі піти з ними, щоб знайти місце, де його не будуть боятися. Натомість він біжить у поле, де в нього влучає блискавка, і він зникає у сліпучому спалаху світла. Електричний удар вражає Джессі, Дональда, Даґа та Гарлі.

## Акторський склад
- Шон Патрік Фланері — Джеремі «Пудра» Рід
- Мері Стінберген — Джессіка Колдвелл
- Ленс Генріксен — шериф Даґ Барнум
- Джефф Голдблюм — Дональд Ріплі
- Брендон Сміт — заступник шерифа Гарлі Дункан
- Бредфорд Татум — Джон Бокс
- Сьюзан Тайррелл — Максін
- Мелісса Крайдер — Ліндсі Келловей
- Рей Вайз — доктор Аарон Стріплер
- Естебан Павелл — Мітч
- Рід Фрерікс — Скай
- Чед Кокс — Зейн
- Джо Марчман — Бреннан
- Філ Хейз — Грег Рід
- Данетт Макмагон — Емма Барнум
- Баррі Берфілд — парамедик #1

## Сприйняття
Картина отримала в цілому неоднозначні відгуки критиків. На Rotten Tomatoes фільм має оцінку 50% на основі 20 оглядів із середньою оцінкою 5,8/10. 
Керін Джеймс з Нью-Йорк таймс описала картину як «смертельно нудну». Незворушний гумор Голдблюма забезпечив єдині терпимі моменти у фільмі. «Цей надзвичайно самозвеличений фільм навіть не підозрює, наскільки він абсурдний і непереконливий». 
Роджер Еберт дав фільму 2 зірки з 4 можливих. Він розкритикував численні сюжетні діри, а також грим Фланері, який більше нагадував міма, ніж альбіноса. Еберт писав: «У «Пудрі» є всі елементи успішного фентезі, але немає жодних інсайтів. Це фільм, де ідеї лежать на екрані, переплутані та нереалізовані. Це веде до бафосу, а не до пафосу, тому що недостатньо уваги приділено істинам, що лежать в основі персонажів. Усі вони лише пішаки для сюжетних трюків». 